# 110番の日
110番の日（110ばんのひ）とは、日本の記念日。1月10日。

## 制定
この記念日は、110番の適切な使用を推進しようと、1985年（昭和60年）12月警察庁が定めた。
日付自体は緊急通報制度の興りなどとは全く関係なく、語呂合わせの一つ（制度が出来たのは1948年10月1日である）。
類似する日本の緊急通報用電話番号の語呂合わせの記念日として118番の日、119番の日がある。

## イベント
1986年（昭和61年）1月から警視庁では「通信指令センター」を一般公開し、女性アイドルを「一日通信指令本部長」に任じている。但し、2016年は男性のDAIGOが、2017年はコロッケが任命された。
また1月10日には、全国の警察でもこれに関連したキャンペーンが行われている。